# Adelheid Reinbold

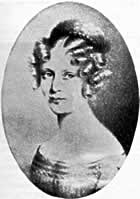
Adelheid Reinbold

Adelaide Reinbold (* 15. Januar 1800 in Hannover; † 14. Februar 1839 in Dresden) war eine deutsche Schriftstellerin. Sie selbst nannte sich Adelheid Reinbold. Ihre Werke erschienen zu Lebzeiten unter dem Pseudonym Franz Berthold.

## Leben
Adelheid Reinbold entstammte einer über viele Generationen angesehenen Familie. Einer ihrer Urahnen war gemeinsam mit der späteren Kurfürstin Sophie aus der Pfalz gekommen und hatte als Oberkriegs-Zahlkommissar gewirkt. Reinbolds Großvater hatte zeitweilig noch das Adelsprädikat geführt, bevor er es niederlegte, und als Oberamtmann auf der Katlenburg bei Northeim gewirkt. Reinbolds Vater war Jurist; bei seiner Heirat amtierte er aufgrund der Personalunion zwischen Großbritannien und Hannover als Königlich Großbritannischer und Kurfürstlich Braunschweig-Lüneburgischer Geheimer Kanzleisekretär in Hannover: Carl Friedrich Reinbold bewohnte laut dem Hannoverschen Adressbuch von 1799 als Haushaltsvorstand mit seiner Familie ein Haus in der Aegidienneustadt. Getauft wurde Reinbold in der Schlosskirche im Leineschloss.
Adelaide Reinbold wuchs in schwierigen familiären Verhältnissen auf. Während der sogenannten „Franzosenzeit“ verarmte die Familie und zog 1808 in die südhannoversche Provinz ins Klostergut Mariengarten. Ab 1820 nahm Adelheid eine Stelle als Erzieherin im Haus des Bankiers Heinrich von Pereira in Wien an. Der Salon der Gattin Henriette von Pereira-Arnstein, einer Tochter Fanny von Arnsteins, eröffnete ihr Bekanntschaften und Bildungsmöglichkeiten. Dennoch litt sie unter der abhängigen und gesellschaftlich untergeordneten Position.
Lebensentscheidend wurde eine Liebesbeziehung mit dem dichtenden Diplomaten Apollonius von Maltitz, der jedoch eine Ehe mit Reinbold aus gesellschaftlichen Rücksichten ablehnte. 1828 zog sie nach Dresden, um sich in der Miniaturmalerei auszubilden. Dort lernte sie den Dichter Ludwig Tieck kennen, der von da an ihr väterlicher Mentor wurde und später die meisten ihrer Werke herausgab. Ein Augenleiden machte eine berufliche Perspektive als Miniaturmalerin unmöglich. Seit 1831 veröffentlichte sie einzelne Novellen in Literaturzeitschriften, ausnahmslos unter dem Pseudonym Franz Berthold. (Es scheint, dass sie in Einzelfällen auch das Pseudonym Wilhelm Hof verwendete.) Mehrere Anstellungen als Gesellschaftsdame/Erzieherin brach Reinbold wieder ab. Nach dem Tod ihrer Mutter (1832) kehrte sie ins Elternhaus zurück, um für ihre jüngeren Geschwister zu sorgen. Nachdem der Vater sich neu vermählt hatte, zog sie mit ihren jüngeren Brüdern nach Dresden, wo sie wesentlich für deren Lebensunterhalt aufkam.
Adelheid Reinbold fand dauerhaft Unterstützung und Lebenshilfe bei Ludwig Tieck. Obwohl vertraute Teilnehmerin seines Kreises, wusste offenbar kaum jemand außer Tieck von ihrer schriftstellerischen Arbeit, für die der pseudonyme Autor zunehmend öffentlichen Beifall erhielt.
Adelheid Reinbold starb an Diphtherie. Ihr großer Roman König Sebastian, oder wunderbare Rettung und Untergang, an dessen Korrekturfahnen sie bis zuletzt gesessen hatte und der den Mythos um den portugiesischen König Sebastian schildert, wurde von Tieck posthum herausgegeben; in dessen Vorwort wird erstmals ihr wirklicher Name genannt und einiges von ihrem Schicksal berichtet.
Adelheid Reinbold wurde auf dem Dresdner Eliasfriedhof bestattet. Ihr Grab mit Grabmal und Einfassung ist bis heute erhalten.

## Ehrungen
Die Stadt Hannover hat 2005 mit dem Adelheid-Reinbold-Hof im Stadtteil Misburg eine Straße nach ihr benannt.

## Werke
- Franz Berthold: Novellen und Erzählungen. Bunzlau 1836 (Appuns Buchhandlung) (Einführung von Ludwig Tieck)
  - Adelheid Reinbold: Novellen und Erzählungen 1836. Neuausgabe, Berlin 2015, ISBN 978-3-923211-41-8; autonomie-und-chaos.de (PDF)
- Franz Berthold: Novellen. II. Band. Bunzlau 1837 (Appuns Buchhandlung) (Einführung von Ludwig Tieck)
- Franz Berthold: König Sebastian oder wunderbare Rettung und Untergang. (Arnoldische Buchhandlung) Dresden / Leipzig 1839.
- Franz Berthold: Gesammelte Novellen. Band I und II; Leipzig 1842 (F.A.Brockhaus) (Hrsg. von Ludwig Tieck)
- dazu noch einige Zeitschriftenveröffentlichungen, vgl. Bibliografie bei Wetzel (1911)
- Franz Berthold: Irrwisch-Fritze. In: Paul Heyse, Hermann Kurz (Hrsg.): Deutscher Novellenschatz. Band 4. 2. Auflage. Berlin, [1910], S. [1]–115. In: Thomas Weitin (Hrsg.): Volldigitalisiertes Korpus. Der Deutsche Novellenschatz. Darmstadt / Konstanz, 2016 (Digitalisat und Volltext im Deutschen Textarchiv)
- Adelheid Reinbold: Russische Scenen / Irrwisch-Fritze. Zwei Novellen. ISBN 978-3-923211-73-9, Leipzig 2010; autonomie-und-chaos.de (PDF)